# Nature (formație)
Nature este un grup muzical de fete din Coreea de Sud format de n.CH Entertainment în 2018. Grupul a debutat pe 3 august 2018 și în prezent are nouă membri: Sohee, Saebom, Aurora, Lu, Chaebin, Haru, Loha, Uchae și Sunshine, toate sud-coreene cu excepția chinezei Aurora și japonezei Haru. Foștii membri le includ pe sud-coreeana Yeolmae și chineza Gaga. Yeolmae a părăsit trupa înainte de debutul acesteia.
Members:
- Sohee (소희)
- Saebom (새봄)
- Aurora (오로라)
- Lu (루)
- Chaebin (채빈)
- Haru (하루)
- Loha (로하)
- Uchae (유채)
- Sunshine (선샤인)

### Các thành viên cũSửa đổi
- Yeolmae (열매)
- Gaga (가가)

## Discografie

### EP-uri
- I'm So Pretty (2019)
- Nature World: Code A (2019)

### Single-uri
- Girls and Flowers (2018)
- Some & Love (2018)